# Архзащита Уфы
«Архзащита Уфы» («Архитектурная защита Уфы») — некоммерческое градозащитное общественное движение города Уфы, специализирующее на защите памятников истории и культуры. Одними из координаторов движения являются Кристина Абрамичева, Эльза Маулимшина, Павел Егоров и Владимир Захаров.

## Деятельность
Создано в 2012 году. В 2013 году состоялся форум движения; приостановлен снос дома Кочкина. В 2014 году участвовало в Московском съезде градозащитников России. В 2015 году уфимские градозащитники и краеведы встречались с Рустэмом Хамитовым. В 2018 году вместе с волонтёрами участвовали в «Том Сойер Фест», который проходил в Уфе впервые. В 2019 году запустило флешмоб «#флешмоб_обними_дом_уфа» в социальных сетях. В 2020 году призывало участвовать в защите старинных зданий Уфы, сняв короткий видеоролик у зданий, в частности — дома Шепелевых и усадьбы Гурылёвых .